# José Murat
José Murat Casab (Ixtepec, Oaxaca; 18 de octubre de 1949)es un político y abogado mexicano, miembro del Partido Revolucionario Institucional. Fue Gobernador de Oaxaca de 1998 a 2004.

## Biografía
Nació en Ciudad Ixtepec, Oaxaca, el 18 de octubre de 1949. Es licenciado en Derecho, egresado de la Facultad de Derecho de la UNAM.
En su trayectoria política destaca su desempeño como diputado federal en las legislaturas XLIX, LI, LIV y LX, como senador de la República en el periodo 1994-1997. En ambas cámaras legislativas fue secretario de la Gran Comisión y de la Comisión de Relaciones Exteriores. En el Comité Ejecutivo Nacional del PRI, fue secretario de Relaciones Internacionales y Director de la Escuela Nacional de Cuadros. Ha publicado varios libros de reflexión política entre los cuales destacan: Luz y Sombras de la realidad, Oaxaca, un diagnóstico; El desafío de la transición, la renovación del sistema político mexicano y el Pacto por México. El autor ha escrito varios artículos de opinión en periódicos de circulación nacional como:  Excelsior, El Norte, La Jornada, El Financiero y el Universal. Fue miembro del Consejo Rector del Pacto por México.[cita requerida]
Dentro de los cargos públicos que ha ocupado José Murat, ha sido Diputado Federal por Oaxaca en cuatro ocasiones, ha fungido en el Comité Ejecutivo Nacional del PRI como secretario de Asuntos Internacionales, fue director de la Escuela de Cuadros del PRI, secretario de Gestión Social, Secretario General Adjunto y presidente del Comité Directivo estatal del PRI en el Estado de Oaxaca. En la Cámara de Diputados se ha desempeñado como Presidente de la Comisión de Relaciones Exteriores y como Secretario de la Gran Comisión, también ha sido Senador de la República por el Estado de Oaxaca, además ocupó el cargo de Vicecoordinador de la fracción parlamentaria del PRI y ha ocupado la responsabilidad de la Vicepresidencia de la Comisión Permanente del Congreso de la Unión. Ha impartido la cátedra de Derecho Internacional Público en la Escuela Nacional de Estudios Profesionales (UNAM) y ha publicado diversos artículos en periódicos como El Norte, El Financiero, La Jornada, Últimas Noticias de Excélsior, El Universal, entre otros.[cita requerida]
Estuvo casado con la señora María Guadalupe Hinojosa Cuellar, quien presidió el DIF Estatal y coordinó diversos programas sociales. El 18 de octubre de 2000, falleció en la Ciudad de México víctima del cáncer.[cita requerida]
Participó en las importantes negociaciones que llevaron a la realización del Pacto por México y fue nombrado para formar parte del Consejo Rector del Pacto por México.[cita requerida]